# پائول گ تونی
 پائول گ تونی (انگلیسی: Paul G. Hewitt؛ زاده ۱۹۳۱) یک فیزیک‌دان اهل ایالات متحده آمریکا است.